# Mien Ruys
Wilhelmina Jacoba Moussault-Ruys dite Mien Ruys (née le 14 février 1904 à Dedemsvaart et morte dans cette même ville le 9 janvier 1999) est une architecte paysagiste néerlandaise.

## Biographie
Son « héritage » est conservé dans la ville de Dedemsvaart, qui abrite le Tuinen van Mien Ruys (nl), qui est un monument national.

Photographies du Tuinen van Mien Ruys
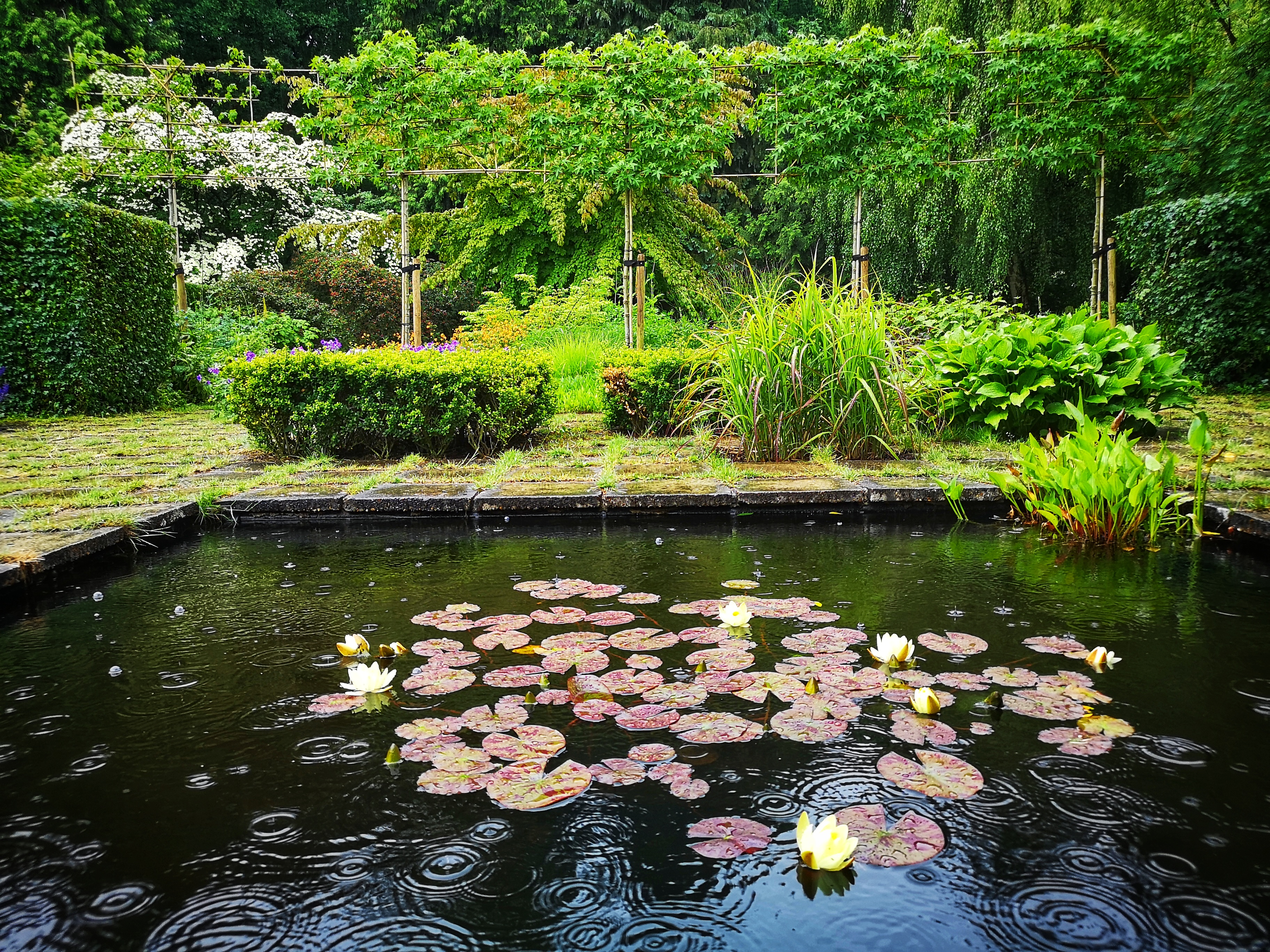
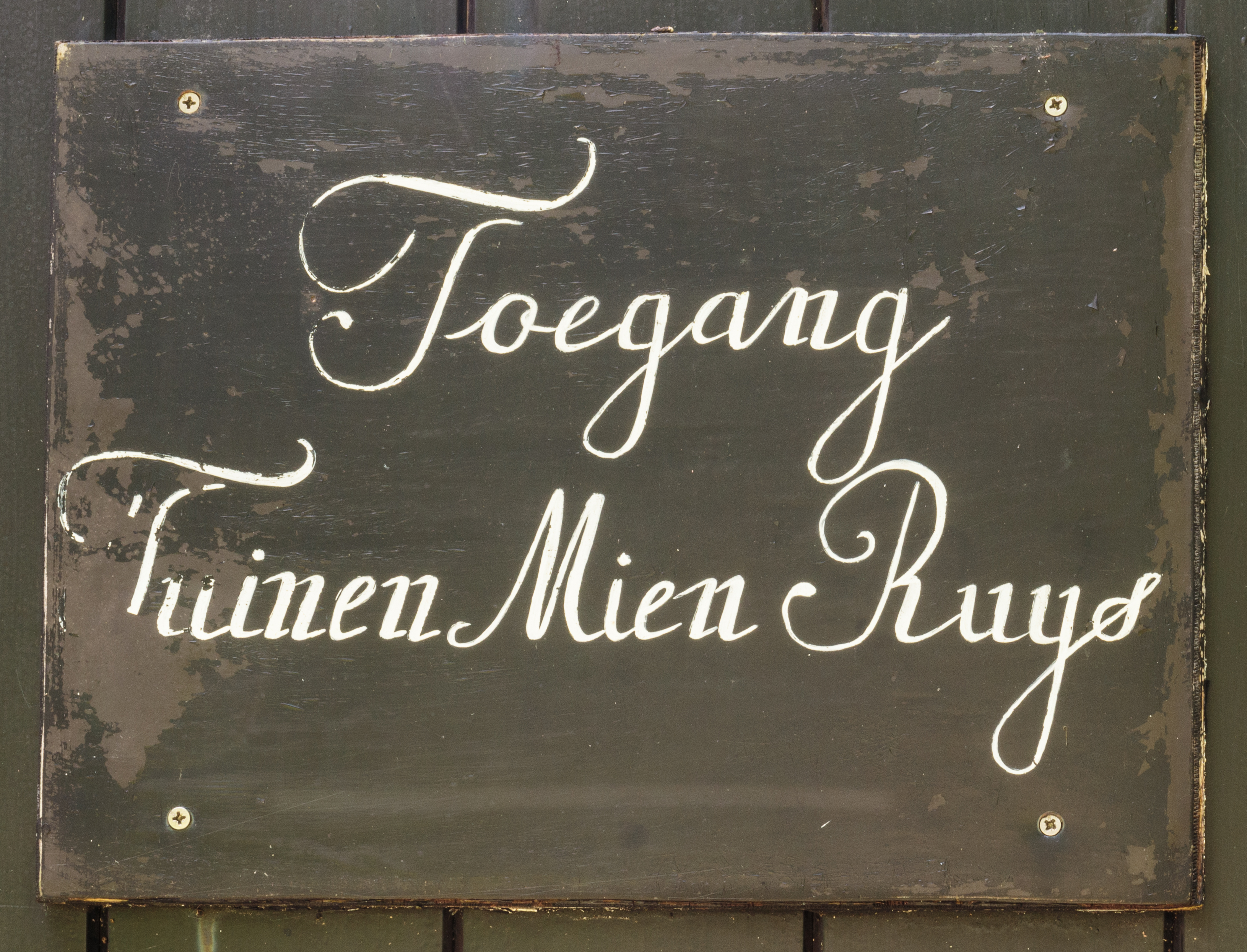
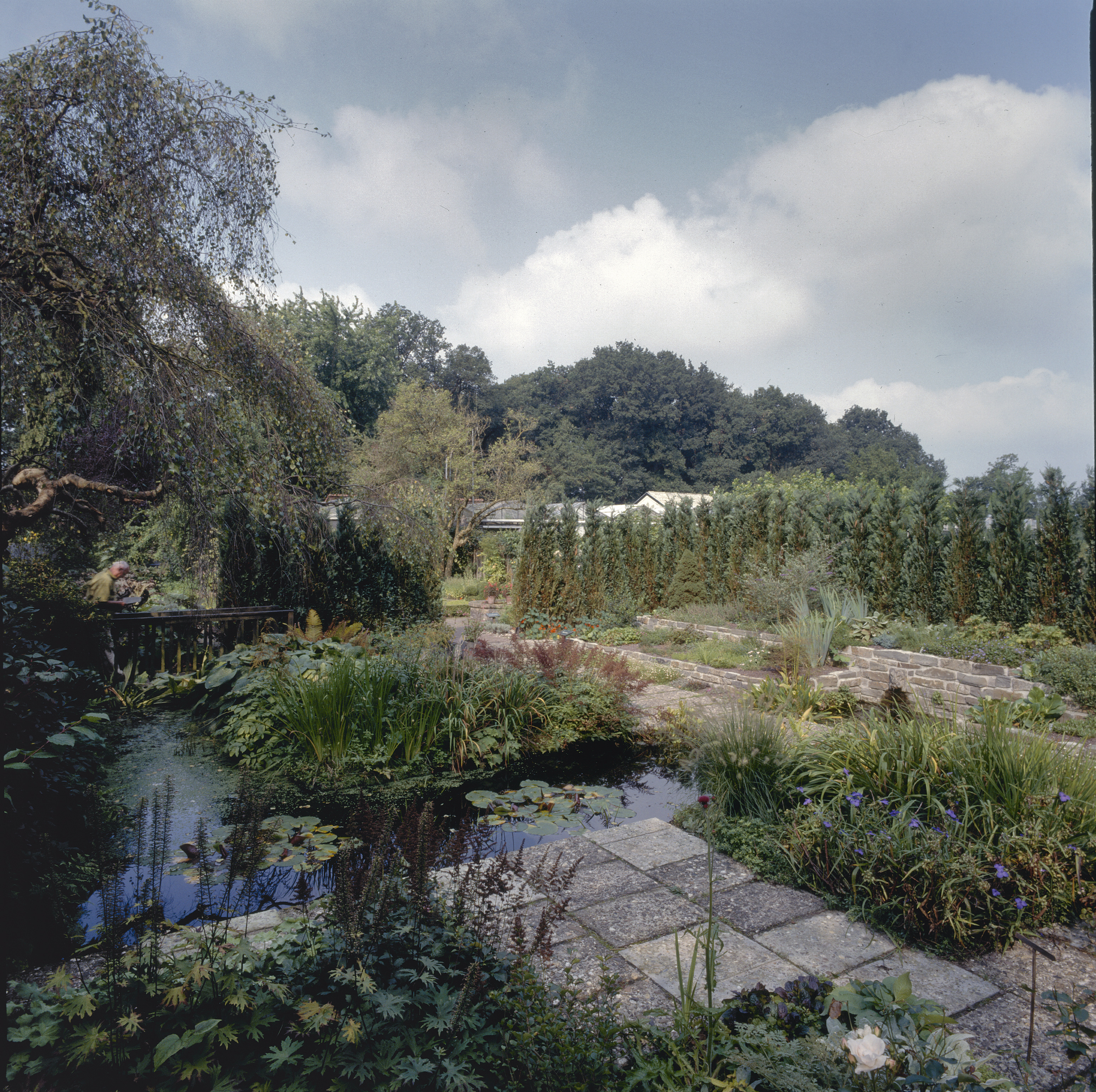
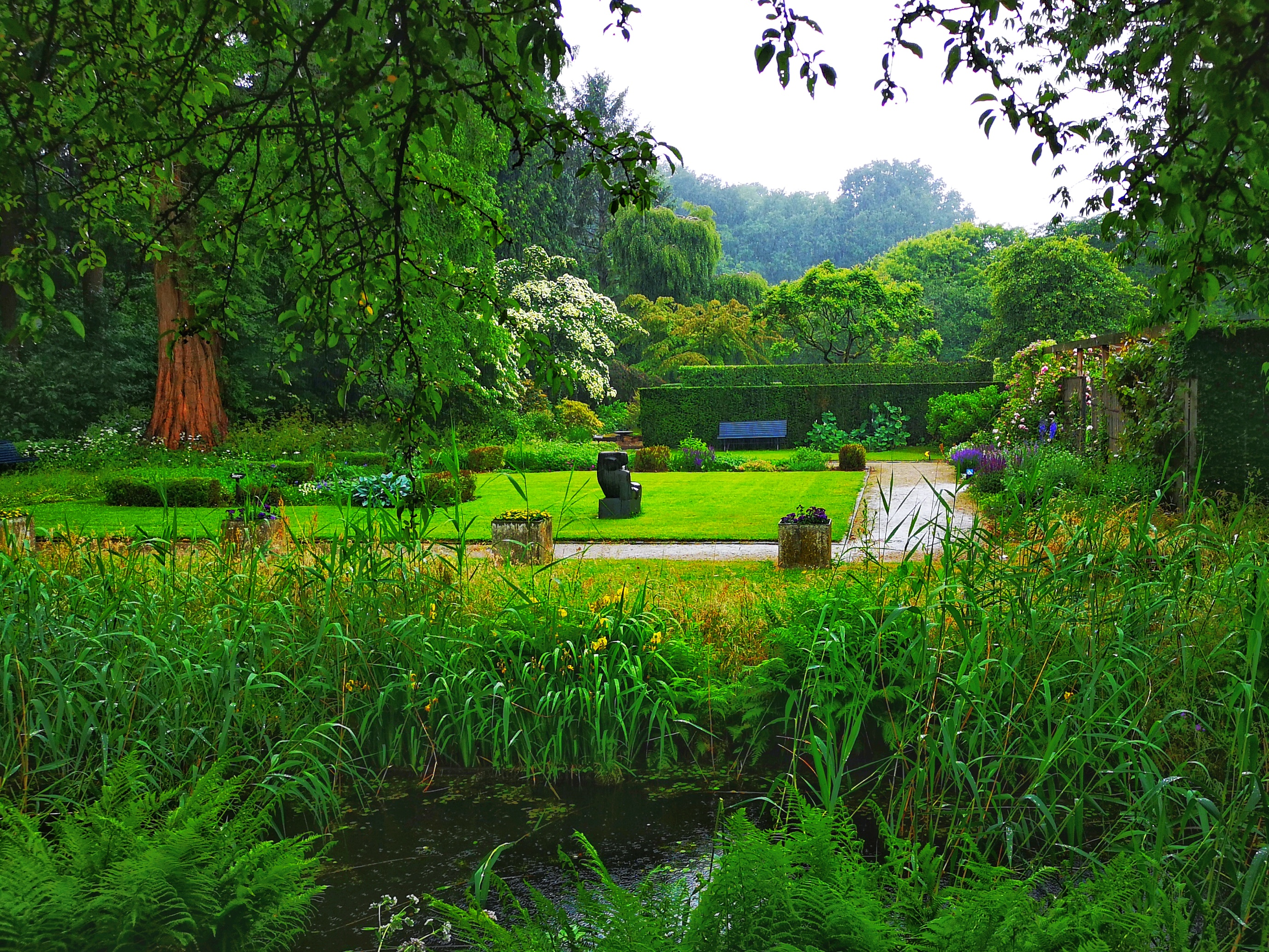
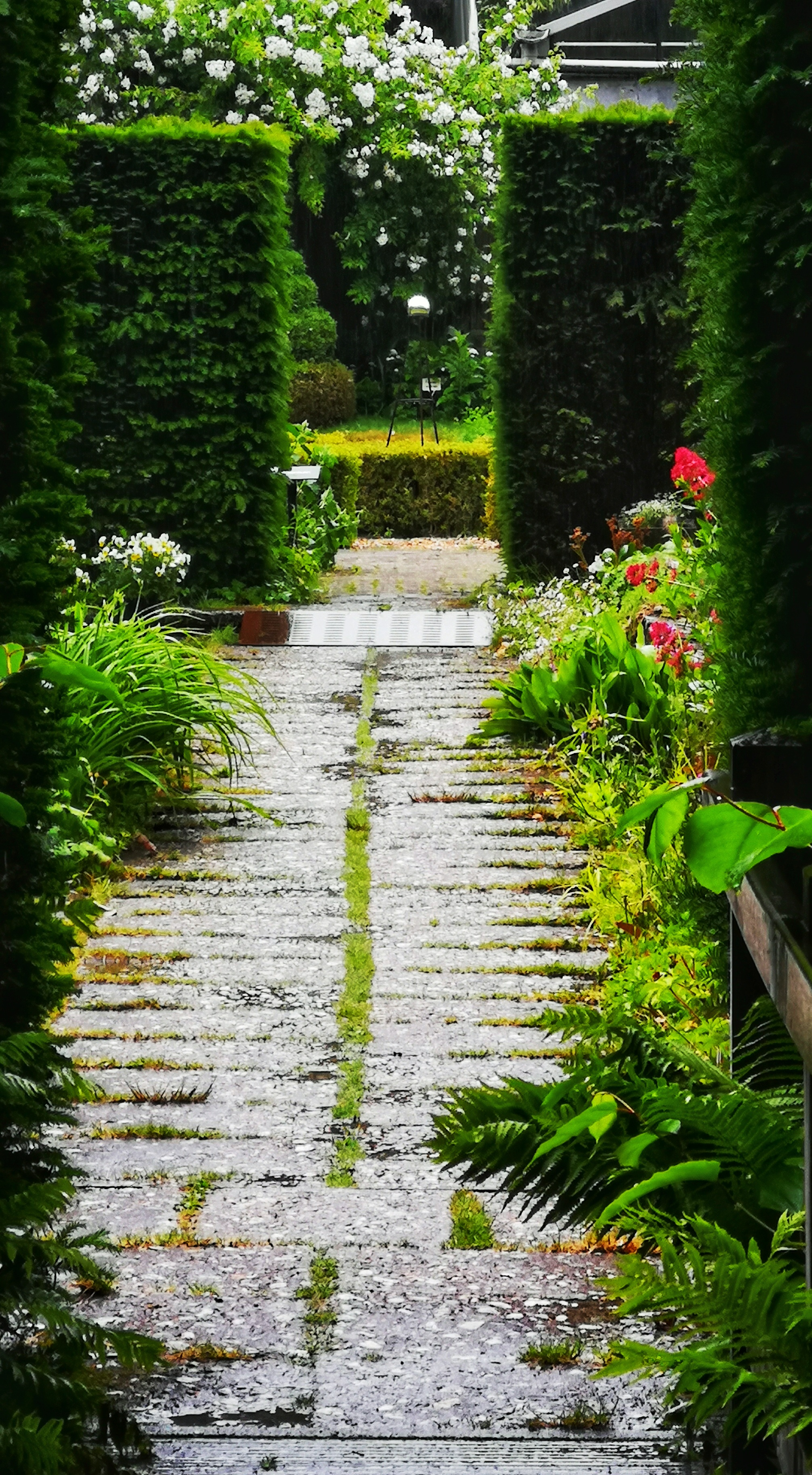

Pendant la Seconde Guerre mondiale, Ruys était active dans la Résistance néerlandaise. En 1983, elle a été nommée Juste parmi les nations.